# Musée Alija-Izetbegović
Le musée Alija-Izetbegović (2007) est un musée consacré à l'homme politique Alija Izetbegović (1925-2003).

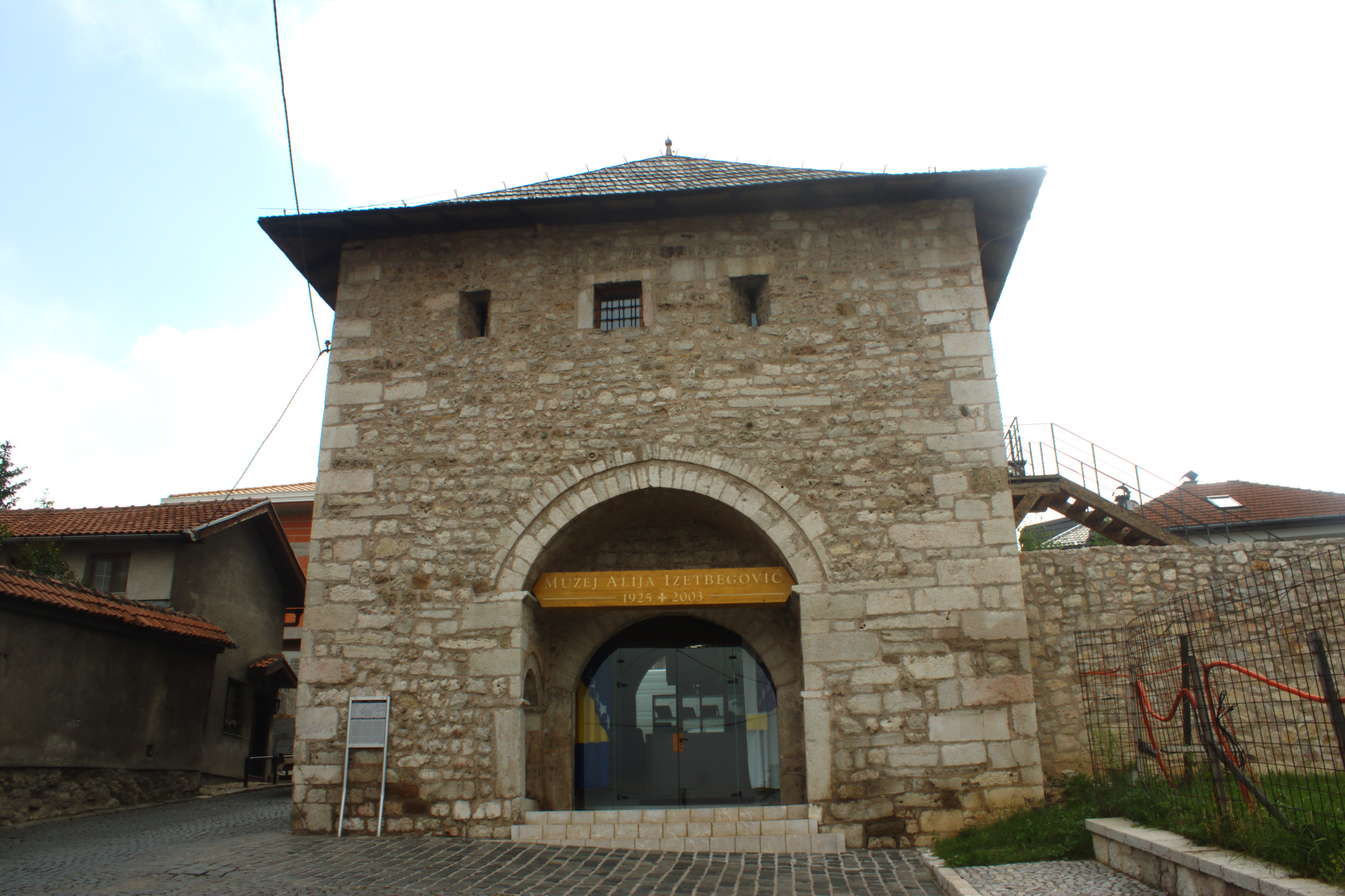
Entrée du musée

## Localisation
Le musée est situé dans le quartier de Vratnik, et les vestiges de la forteresse de Vratnik, à l'est de la vieille ville de Sarajevo, à proximité du cimetière de Kovači où le président Izetbegović est inhumé,. C'était la résidence du président durant les dernières années de sa vie.

## Histoire
Le musée a été ouvert en 2007, quatre ans après la mort du Président.

## Architecture
Le musée est constitué de deux fortins ou bastions, reconstruits, à l'image de la tour-porte de Višegrad (Višegradska kapija) et de la tour-porte de Širokac (Širokac kapija), reliés par un mur double, abrité et éclairé naturellement, qui sert aussi de lieu d'exposition (photographies, citations...).

## Installation
L'architecture intérieure et la muséographie sont contemporaines (2005-2007). Le premier bâtiment correspond surtout aux années yougoslaves, et le second aux années de guerre après l'éclatement de la Yougoslavie, avec armes, décorations, cérémonies d'hommages internationaux.

## Gouvernance
En 2020, le musée est dirigé par Nadja Berberovic Dizdarevic, une petite-fille du président Alija Izetbegović.

## Coopérations internationales
Le musée a entamé en février 2021 une coopération avec l'Organisation de la culture et de la communication islamiques d'Iran.